# Миллерово (Куйбышевский район)
Ми́ллерово — село в Куйбышевском районе Ростовской области.
Входит в состав Кринично-Лугского сельского поселения.

## География
Село расположено на обоих берегах реки Средний Тузлов (бассейн Дона).

## Насeление
| 2010 |
| ---- |
| 1008 |

По данным переписи 1926 года по Северо-Кавказскому краю, в селе числилось 200 хозяйств и 1093 жителя (511 мужчин и 582 женщины), из которых 1077 — украинцы.

## Улицы
| - ул. Береговая, - ул. Бойченко, - ул. Гагарина, - ул. Денисенко, - ул. Иванькова, - ул. Ковалевского, | - ул. Молодёжная, - ул. Новая, - ул. Садовая, - ул. Северная, - ул. Склярова, - ул. Титаренко, - ул. Торговая, | - ул. Тузловская, - ул. Фабричная, - ул. Фоменко, - ул. Цветочная, - ул. Школьная, - ул. Ярового. |

## Известные уроженцы
- Алисов, Евгений Алексеевич (1929—2008) — советский капитан судна, Герой Социалистического Труда.
- Титирко, Василий Васильевич (1914—1995) — советский механизатор, Герой Социалистического Труда.